# Nepolisy
Nepolisy (en allemand : Nepolis) est une commune du district et de la région de Hradec Králové, en Tchéquie. Sa population s'élevait à 1 004 habitants en 2022.

## Géographie
Nepolisy se trouve à 5 km au nord de Chlumec nad Cidlinou, à 26 km à l'ouest de Hradec Králové et à 75 km à l'est-nord-est de Prague.
La commune est limitée par Nový Bydžov et Zachrašťany au nord, par Mlékosrby à l'est, par Chlumec nad Cidlinou au sud, et par Lišice et Lužec nad Cidlinou à l'ouest.

## Histoire
La première mention écrite de la localité date de 1299.

## Administration
La commune se compose de trois sections :
- Nepolisy
- Luková
- Zadražany

## Transports
Par la route, Nepolisy se trouve à 5 km de Chlumec nad Cidlinou, à 34 km de Hradec Králové et à 91 km de Prague.